# Tekenliniaal
Een tekenliniaal is een liniaal met gradenboog en schaalverdeling voor het patroontekenen of aanpassen van bestaande patronen. Met de gradenboog kunnen gemakkelijker armsgaten en halzen worden getekend. Tegenwoordig is een tekenliniaal doorgaans gemaakt van kunststof, terwijl voor dit soort linialen in het verleden voornamelijk hout werd gebruikt.